# Wal Handley
Wal Handley (5 avril 1902 – 15 novembre 1941), né Walter Leslie Handley à Aston, Birmingham, est un pilote de moto et d'automobile de l'entre-deux-guerres couronné entre-autres de quatre victoires au Tourist Trophy de l'île de Man. Il meurt pendant la Seconde Guerre mondiale dans l'exercice de ses fonctions d'aviateur volontaire à l'Air Transport Auxiliary.

## Biographie
Fils de John Thomas Handley et de son épouse Clara, le petit Wal vît jour le 5 avril 1902. Il connut une enfance difficile, en particulier dès l'âge de 9 ans, après la perte de son père mort d'un cancer. À peine âgé de 12 ans, il se mît à travailler avant de rejoindre le fabricant de motocyclettes de Birmingham Ok, connues ultérieurement sous le nom OK-Supreme, où il devint testeur junior et employé à des tâches diverses. Ce fut par ce biais qu'il fît progressivement son entrée dans le domaine du Sport mécanique. Son parcours de compétiteur eût une fin abrupte lorsqu'il s'écrasa avec son avion à l'âge de 39 ans.

### Motocyclisme
Il commença sa carrière de pilote en s'essayant d'abord au trial, puis participa à la première course du Tourist Trophy de l'île de Man à partir de laquelle, après plusieurs déboires au fil des années, il fut affublé du sobriquet de « Handley le malchanceux ». Il essuya des échecs et rencontra des problèmes mécaniques variés l'empêchant de jouir de victoires que ses performances laissaient toutefois espérer. Il dut attendre 1925 pour devenir le premier pilote à gagner deux courses du Tourist Trophy de l'île de Man en une semaine et établir trois records de vitesse. S’ensuivirent alors une série de succès, allant de records de vitesse (l'un établi au guidon d'une FN), à des courses en side-car ou des victoires au guidon de BSA, Norton ou encore Moto Guzzi. Il rencontra la réussite sur plusieurs des plus prestigieux circuits de l'époque, du Circuit de Spa-Francorchamps à celui de Brooklands en parallèle de ses coupes remportées à moto tout-terrain.

### Automobile
En 1934, il commença sa carrière de pilote automobile à bord de voitures MG & Riley. Sa carrière derrière le volant fut interrompue lors de la Seconde Guerre mondiale qui lui coûta la vie en novembre 1941.

### Aviation et service de guerre
Passionné d'aviation dans l'entre-deux-guerres, Walter Handley eût Tommy Rose comme instructeur, premier pilote à avoir effectué le vol de Londres au Cap. Pilote privé émérite, fort de 700 heures de vol, il décida de rejoindre l'Air Transport Auxiliary lorsque la guerre éclata.
Il mourut le 15 novembre 1941 dans l'accident qui suivit l'incendie du moteur de son Bell P-39 Airacobra AH 598 à Kirkbride, dans le Cumberland.